# Vsetín
Vsetín (tjekkisk udtale: [ˈfsɛciːn] ) er en by i regionen Zlín i Tjekkiet med omkring 25.000 indbyggere.
Vsetín, der oprindeligt var en lille by, som i løbet af det 20. århundrede er blevet et vigtigt centrum for industri, økonomi, kultur og sport.
Landsbyerne Horní Jasenka og Rokytnice er administrative dele af Vsetín.

## Etymologi
Navnet Vsetín blev afledt af det personlige slaviske navn Vsata, Seta, Sěntoslav eller Svatoslav. Det var formentlig navnet på en mand, der fik til opgave at rydde området og anlægge de første marker. Det første navn, der blev brugt var Setteinz, navnet Wssetin blev brugt fra 1396.

## Geografi
Vsetín ligger omkring 25 km nordøst for Zlín og 54 km vest for Žilina i Slovakiet. Den ligger i et bakket landskab i Hostýn-Vsetín-bjergene. Det højeste punkt i kommunens område er Cáb-bjerget med en højde på 841 moh., som er placeret på den østlige grænse af området.
Vsetín ligger i dalen ved Vsetínská Bečva -floden. Landsbyen Rokytnice ligger ved Rokytenka-floden, som løber ud i Vsetínská Bečva i centrum af byen. Samlet set er landskabet rigt på små vandløb.

## Historie

### 14.-16. århundrede
Den første skriftlige omtale af området omkring Bečva-floden er fra 1297, hvor Vsetín endnu ikke eksisterede. Den første skriftlige omtale af Vsetín er fra 1308, hvor den var ejet af tempelriddere, som lejede den til Lord Vok af Kravaře. Den blev beskrevet som en lille by med en kirke, en mølle og Freudsberg Slot, og yderligere kolonisering af området blev beskrevet. I de følgende årtier blev Vsetín holdt af mange adelige familier. En fæstning blev bygget på det, der i dag er Horní-pladsen i første halvdel af det 15. århundrede.

### 17.-18. århundrede
I 1609 blev Vsetín erhvervet af Albrecht von Wallenstein ved ægteskab. Han bragte jesuitter til Vsetín-herredømmet og indledte en streng genkatolisering blandt de livegne. Religiøs og økonomisk undertrykkelse førte til modstand og langvarige oprør blandt de livegne under Trediveårskrigen. De livegne sluttede sig til den svenske hær i krigen, og Vsetín blev deres centrum. I 1627 blev Vsetín brændt ned og mange mennesker blev henrettet, men oprørerne blev først besejret i 1644. Omkring 200 deltagere i oprøret blev henrettet i Vsetín, og det er stadig en af de mest forfærdelige begivenheder i nationens historie. Vsetín og landsbyerne i et vidt omkringliggende område blev brændt.
Under 30-årskrigen strakte Vsetín sig fra den oprindelige såkaldte øvre by til græsgange spredt ud på venstre bred af Bečva-floden, hvor der allerede har stået en herregårdsmølle siden 1400-tallet. Familier af flygtninge fra omkringliggende byer, hovedsageligt fra Valašské Meziříčí, som var dramatisk ramt af krig, slog sig ned der og grundlagde en bosættelse kaldet Nedre by, som i 1647 blev en selvstyrende kommune. De øvre og nedre byer skændtes ofte om ting som skatter, jord og markeder.
Mellem 1663 og 1683 blev Vsetín ødelagt af de tyrkiske og tartariske razziaer, efterfulgt af ungarske oprørere. I 1708 blev byen hårdest ramt, da ungarske oprørere brændte den, inklusive slottet, næsten ned til grunden. Det tog årtier for Vsetín at komme sig over den skade.
I 1653 blev Vsetín ejendom af en ungarsk adelsfamilie, greverne af Illésházy, som ejede den i næsten 180 år og havde den mest dybtgående indflydelse på dens udvikling. Under Jan af Illésházys æra i anden halvdel af det 18. århundrede gentog rebeller protestanternes blodige oprør. Det var først efter tolerancepatentet (en) i 1781, at situationen kølede af.

### 19. århundrede
I 1849 slog Øvre og Nedre Byer sig sammen. I den første halvdel af det 19. århundrede blev Vsetín og det omkringliggende område påvirket af den industrielle revolution, der nød godt af de store mængder træ i de omkringliggende bøgeskove og granskove. En sukkerfabrik, et dampsavværk, en tændstikfabrik og et glasværk blev grundlagt i 1868 og var de første fabrikker i Vsetín. I slutningen af det 19. århundrede blev Vsetín et vigtigt center for industriel produktion af bøjede træmøbler på fabrikkerne af Jacob & Josef Kohn og Gebrüder Thonet, som tilhørte verdens bedste virksomheder indenfor denne type møbler.
I 1885 blev byen knyttet til et lokalt jernbanesystem, efterfulgt af opførelsen af skoler, et hospital, et kraftværk, vandledninger og andre offentlige faciliteter. Tomáš Garrigue Masaryk, som var repræsentant for østmæhriske byer i det kejserlige råd på det tidspunkt, bidrog også til opførelsen af nogle af disse anlæg.

### 20. århundrede
I 1909 blev Vsetín en distriktsby, og dens betydning voksede parallelt med dens økonomiske boom. Møbelindustrien faldt under den økonomiske verdenskrise i 1930'erne, efterfulgt af begrænsningen af produktionen i andre industrivirksomheder. Den situation resulterede i en høj arbejdsløshed i området. Dette ændrede sig i 1937 med opførelsen af en ny fabrik af skydevåbenproducenten Zbrojovka Brno. Men på det tidspunkt var Vsetín allerede kendt for sin produktion af elektriske motorer på Josef Sousedík-fabrikken. 
Under Anden Verdenskrig fordobledes antallet af indbyggere og nåede op på 14.000, hovedsageligt på grund af militærproduktion. Nye indbyggere var hovedsageligt repræsenteret af ansatte fra Zbrojovka, som kom fra Brno. Under krigen blev der successivt etableret flere modstandsgrupper, hvoraf J. Sousedík var en af de mest betydningsfulde. Dens medlemmer indledte samarbejde med Clay-gruppen forbundet med eksilregeringen i London og senere med den 1. tjekkoslovakiske partisanbrigade af Jan Žižka, som krydsede den mæhriske grænse under den slovakiske nationale opstand. Vsetín blev befriet den 4. maj 1945 af styrker fra den 1. tjekkoslovakiske armé ledet af general Karel Klapálek.
Efterkrigstidens udvikling af byen var i mange år påvirket af dens hurtige vækst under krigen. Byen oplevede en betydelig mangel på lejligheder, butikker, skolelokaler og lægehuse. Dens orientering om udviklingen af tung industri og militærproduktion resulterede i lukningen af en række mindre industrivirksomheder. I forbindelse med den kommunistiske politiske udvikling efter februar 1948 faldt den private handel successivt. 
Efter kommunismens fald i 1989 løb mange af de store tidligere statsejede fabrikker i Vsetín ind i vanskeligheder, da de kæmpede for at konkurrere som en del af den bredere europæiske økonomi. Disse forældede industrier blev i vid udstrækning splittet op for at danne mindre, mere effektive, nye private virksomheder, eller blev købt af udenlandske investorer, som var i stand til at stille den nødvendige kapital til rådighed for at modernisere produktionen. Selvom dette resulterede i høje arbejdsløshedsniveauer, som aldrig var set under kommunismen, fandt et gradvist opsving sted i løbet af de følgende årtier.

## Seværdigheder
Det historiske centrum er dannet af Horní-pladsen og dens omgivelser. På pladsen ligger flere monumenter, herunder Vsetín Slot, Det gamle rådhus og det nye rådhus.
Vsetín-slottet med dets høje tårn er byens vigtigste vartegn og den ældste historiske bygning. Renæssanceslottet blev bygget mellem 1600 og 1610 på stedet for den gamle fæstning. I 1708 blev det ødelagt af en brand og blev genopbygget flere gange. Det nuværende neoklassiske udseende af slottet er fra genopbygningen i 1833-1834. I det 20. århundrede fungerede slottet som sæde for forskellige institutioner og blev beskadiget. Efter reparationer blev det åbnet for offentligheden i 1975 og fungerer stadig som et stort regionalt kulturelt og socialt center. Det huser et regionalt museum for Mæhriske Valakiet, som blev grundlagt i 1924.
Det Gamle Rådhus blev bygget i 1720-1721. Det blev genopbygget i 1850 og tårnet blev tilføjet. I dag fungerer huset som galleri og festsal. Det Nye Rådhus blev bygget i neonæssancestil i 1898–1899 og huser i dag et hotel.

## Eksterne henvivsninger
- Officiel hjemmeside
- Old pictures and photos of Vsetin
- Vsetin weather & climate